# Stockasjön (Bollebygds socken, Västergötland)
Stockasjön är en sjö i Bollebygds kommun i Västergötland och ingår i Rolfsåns huvudavrinningsområde. Sjön är 15,2 meter djup, har en yta på 0,108 kvadratkilometer och befinner sig 174,1 meter över havet.

## Delavrinningsområde
Stockasjön ingår i det delavrinningsområde (640467-131233) som SMHI kallar för Rinner till Gesebols sjö. Medelhöjden är 181 meter över havet och ytan är 4,02 kvadratkilometer. Det finns inga avrinningsområden uppströms utan avrinningsområdet är högsta punkten. Gisselån som avvattnar avrinningsområdet har biflödesordning 2, vilket innebär att vattnet flödar genom totalt 2 vattendrag innan det når havet efter 71 kilometer. Avrinningsområdet består mestadels av skog (59 %) och sankmarker (15 %). Avrinningsområdet har 2,33 kvadratkilometer vattenytor vilket ger det en sjöprocent på 8,8 %.